# Slapsko
Slapsko (německy Slapsko) je obec v okrese Tábor v Jihočeském kraji. Žije v ní 126 obyvatel.

## Historie
První písemná zmínka o obci pochází z roku 1405.

## Obyvatelstvo
| Rok            | 1869 | 1880 | 1890 | 1900 | 1910 | 1921 | 1930 | 1950 | 1961 | 1970 | 1980 | 1991 | 2001 | 2011 | 2021 |
| -------------- | ---- | ---- | ---- | ---- | ---- | ---- | ---- | ---- | ---- | ---- | ---- | ---- | ---- | ---- | ---- |
| Počet obyvatel | 488  | 528  | 445  | 451  | 431  | 464  | 379  | 283  | 266  | 243  | 199  | 151  | 131  | 153  | 150  |
| Počet domů     | 72   | 67   | 69   | 67   | 65   | 65   | 70   | 65   | 59   | 59   | 52   | 74   | 68   | 72   | 78   |

## Obecní správa
Mezi lety 1850–1960 patřilo Slapsko jako osada obce k Vrcholtovicím v okrese Tábor (1850–1930), posléze v okrese Votice (1950) a později v okrese Tábor. V letech 1960–1974 byl obcí. Od 1. ledna 1975 do 23. listopadu 1990 patřil jako část obce k Oldřichovu a od 24. listopadu 1990 je opět samostatnou obcí.

### Části obce
- Javor
- Leština
- Moraveč
- Slapsko
- Slupy (od 2012)
- Vitanovice
- Zahrádka

### Obecní symboly
Znak a vlajka byly obci uděleny rozhodnutím předsedy Poslanecké sněmovny Parlamentu České republiky dne 8. listopadu 2016.

## Galerie

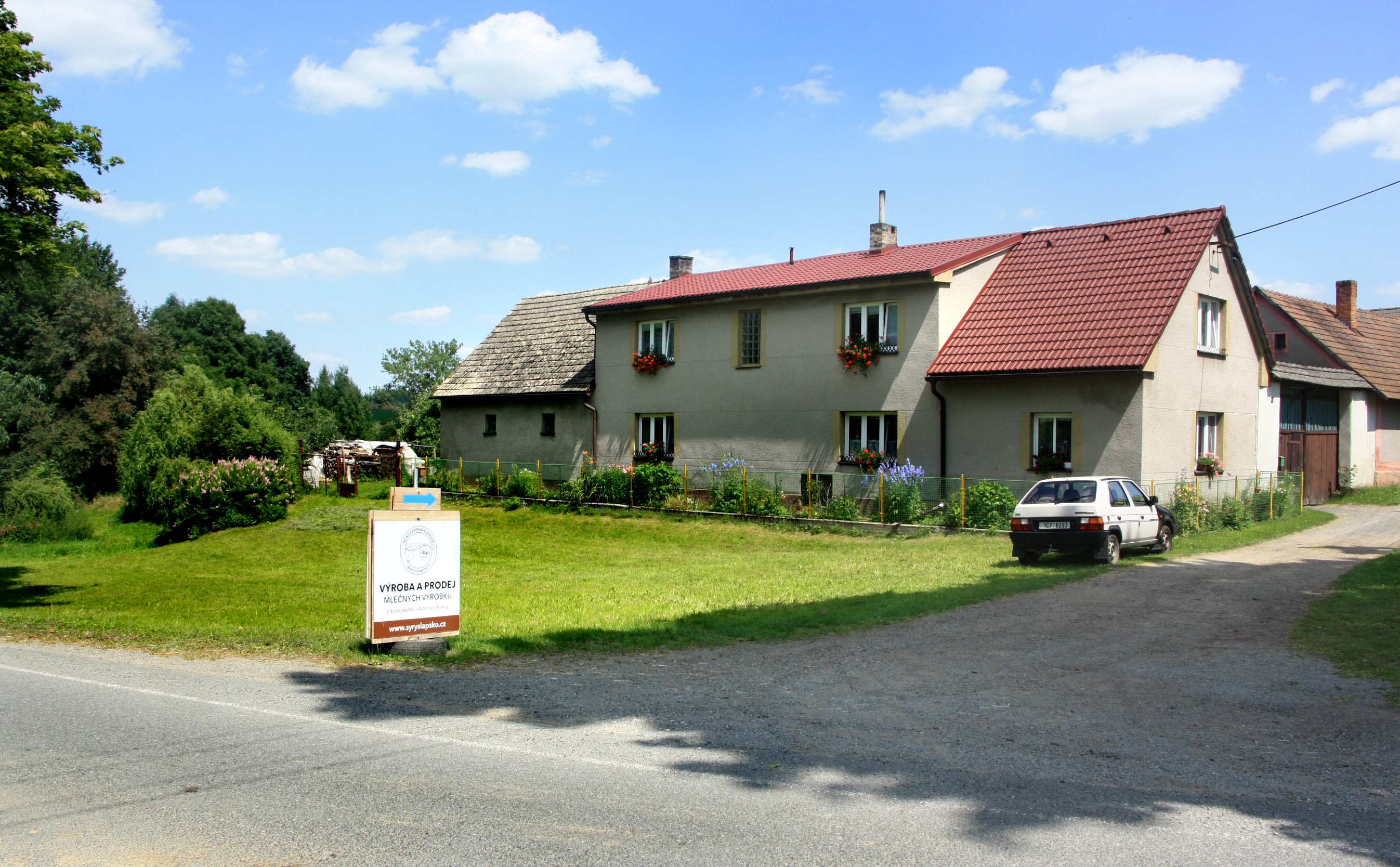
Dům čp. 2
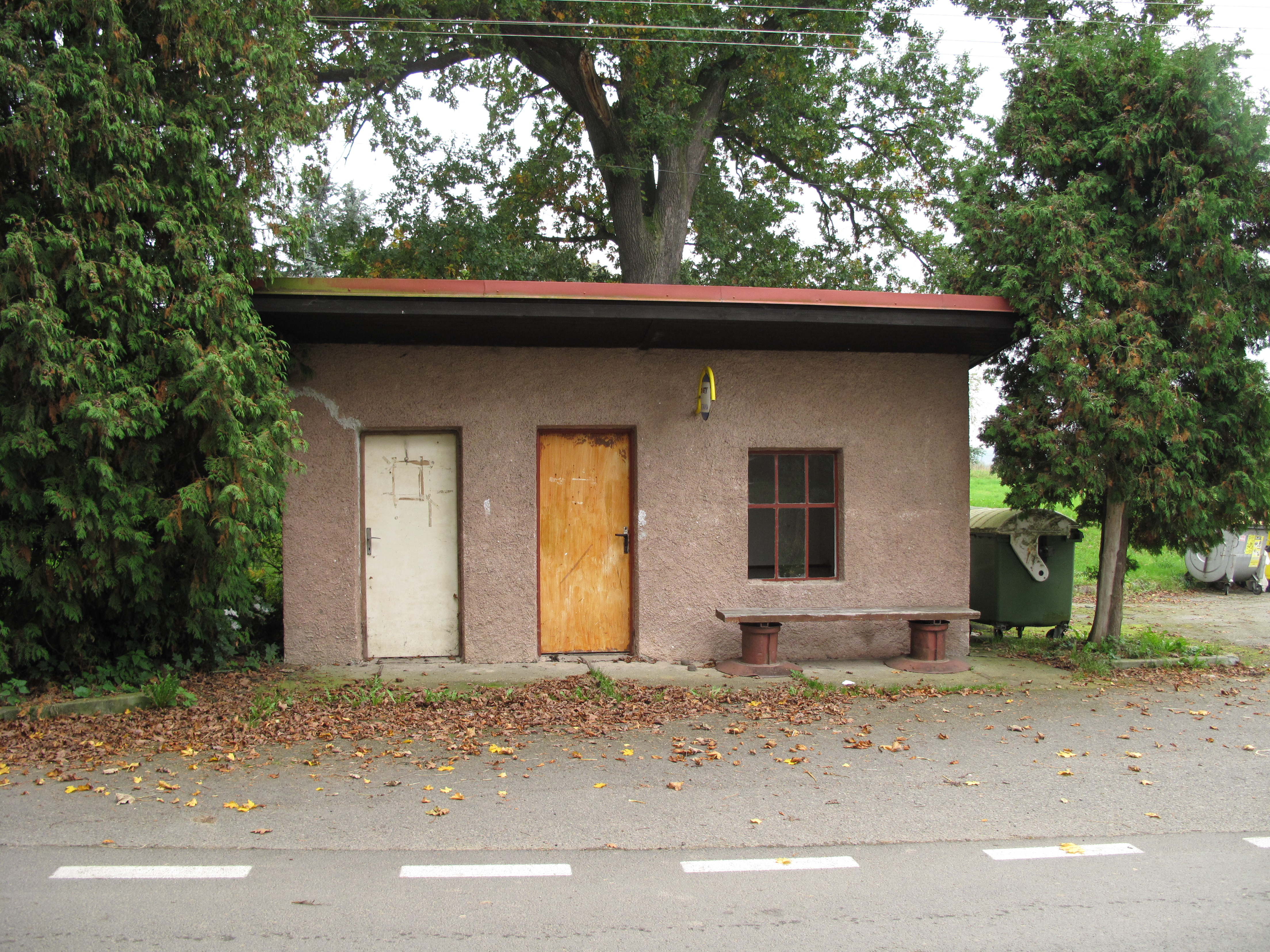
Zastávka
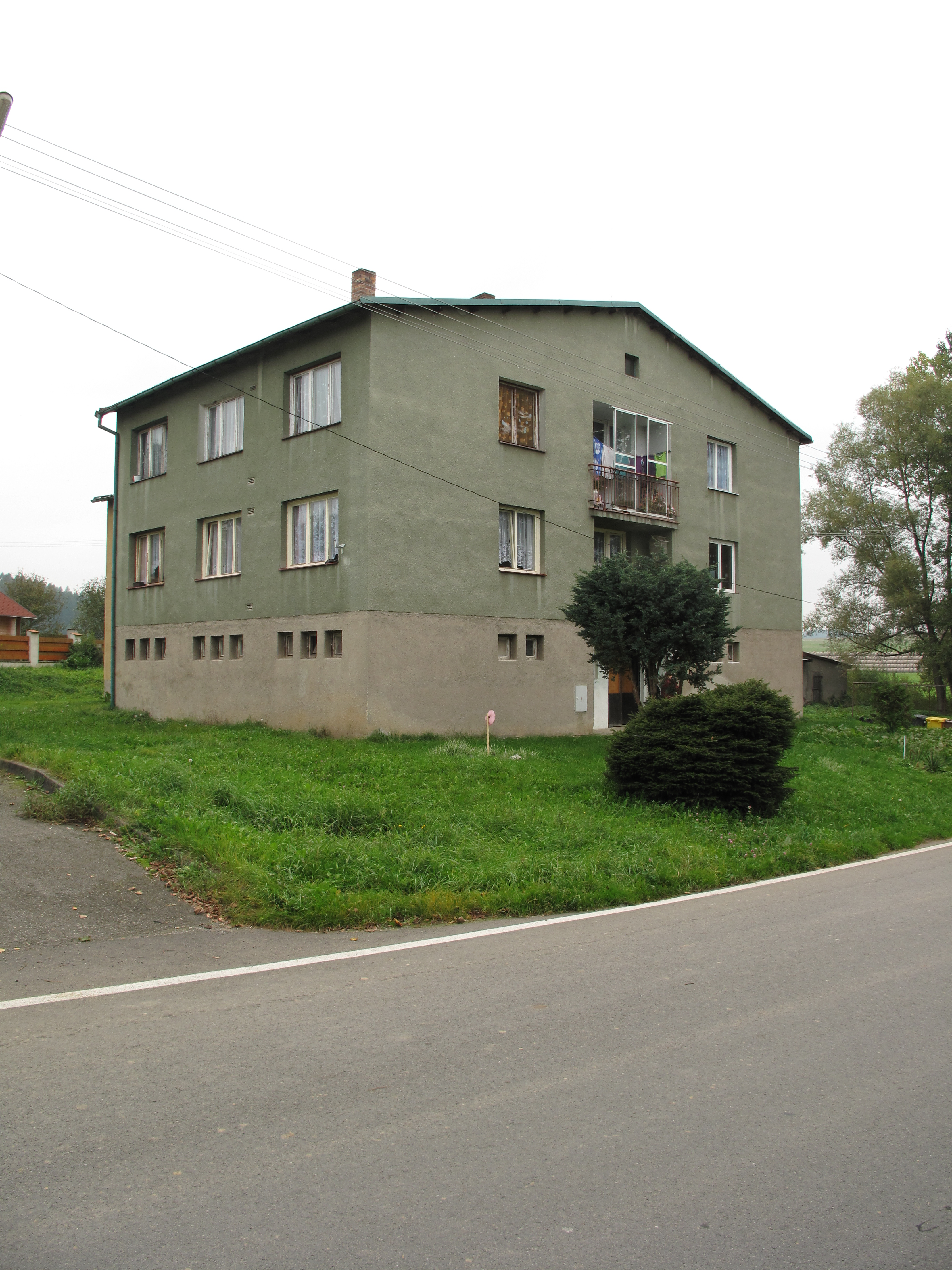
Bytovky
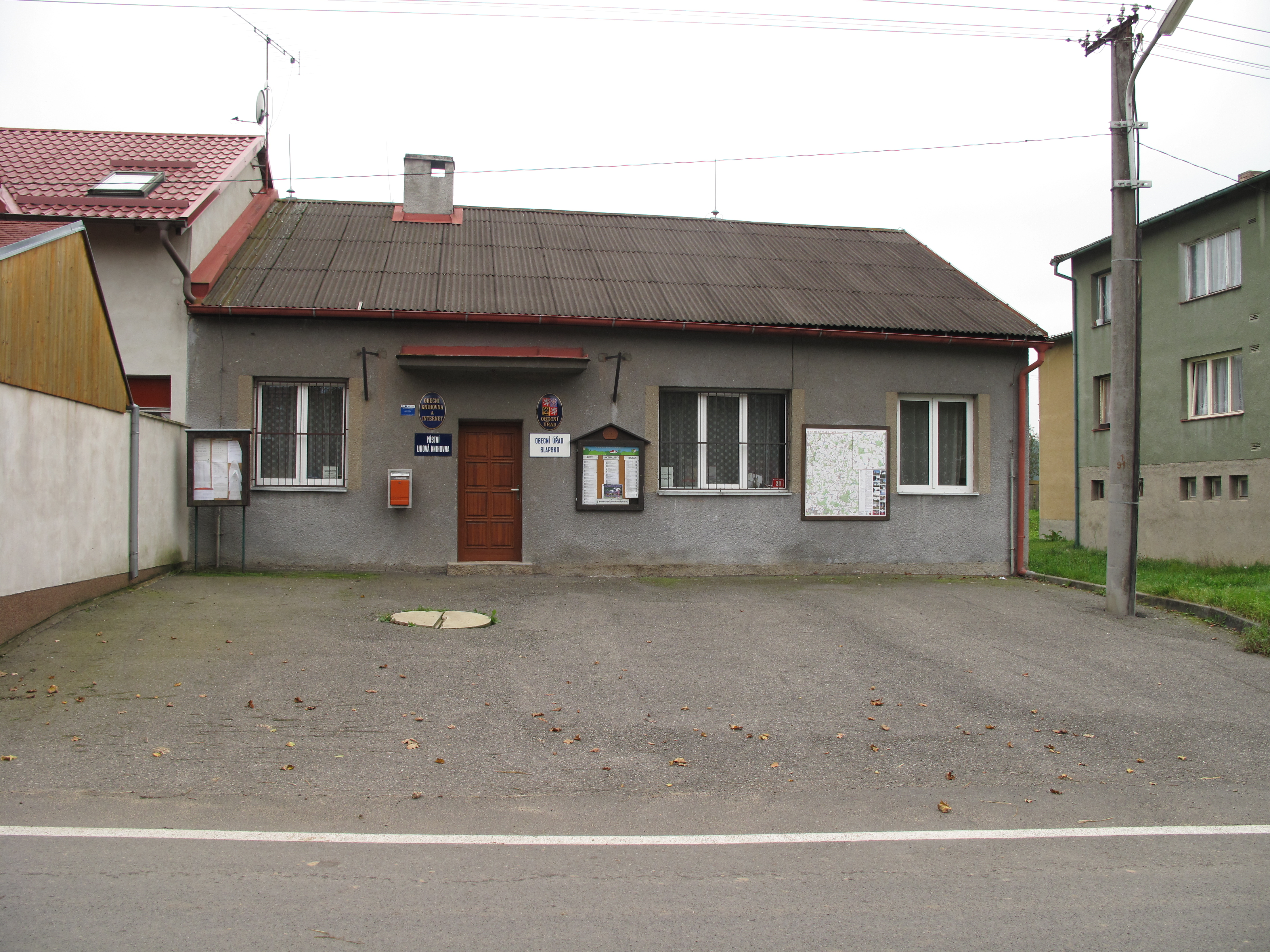
Obecní úřad